# Shōgen Mukai
Pour les articles homonymes, voir Mukai.

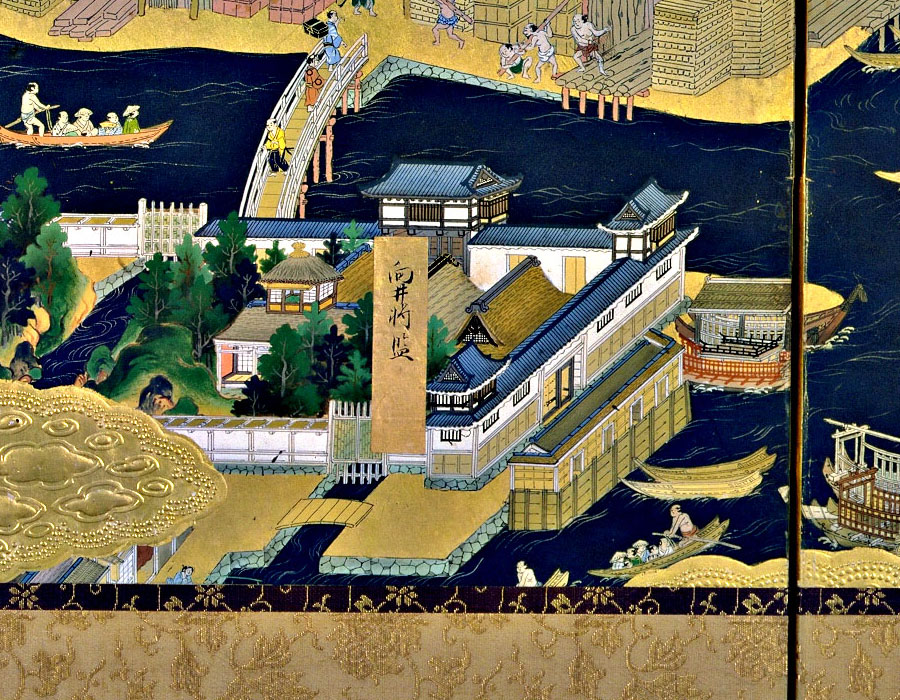
La résidence de Shōgen Mukai à Edo, panneau du XVIIe siècle.

Tadakatsu Mukai (1582-1641), plus connu sous le nom de Shōgen Mukai (向井将監, Shōgen Mukai), était l'amiral de la flotte japonaise sous le règne du shogun Ieyasu Tokugawa, au début du XVIIe siècle.

## Biographie
Entre 1604 et 1606, sous le commandement d'Ieyasu, Shōgen Mukai, qui est le commandant en chef de la marine d'Uraga, construit, avec l'aide de William Adams et des charpentiers de la ville d'Itō le premier navire japonais de style européen, une réplique de 80 tonneaux du Liefde qui a coulé peu avant. Une seconde réplique est alors commandée, de 120 tonneaux cette fois-ci, afin d'être capable de naviguer sur l'océan. Ce dernier navire est, en 1610, prêté à une ambassade espagnole dont le navire avait fait naufrage et traverse l'océan Pacifique, renommé en San Buena Ventura.
Mukai participe aussi à la préparation de l'ambassade de Tsunenaga Hasekura en Amérique et en Europe, en 1615, en donnant son soutien à la mission et en approvisionnant son charpentier en chef pour la construction du San Juan Bautista.
Richard Cocks, dirigeant de la factorerie anglaise à Hirado rapporte avoir discuté avec lui et William Adams d'une invasion des Philippines par les forces japonaises en 1616. Cocks note au sujet de Mukai que celui-ci compte parmi « les meilleurs amis que nous ayons au Japon ».